# 綿㣚
貝子綿㣚（1783年11月14日—1833年1月22日），一等鎮國將軍永璨第三子，母妾李氏，其父為李義，果親王系第六代。
他在乾隆四十八年十月（1774年）出生，嘉慶十一年九月（1806年）接替兄長成為果親王第六代，但因為果親王並非世襲罔替的爵位，因此他的封爵只是貝子。
道光十二年十二月（合1833年）他去世，虛齡五十岁，由侄子奕湘襲封果親王系第七代，不過需遞降為奉恩鎮國公襲封。